# تقليل الضغط القائم على العقلانية
تقليل الضغط القائم على العقلانية (MBSR) هو برنامج قائم على سلسلة الممارسات القائمة على الأدلة مدته ثمانية أسابيع يقدم تدريبًا علمياً مكثفًا على الذهن لمساعدة الأشخاص الذين يعانون من التوتر والقلق والاكتئاب والألم. تم تطوير برنامج العلاج الإدراكي المبني على التأمل في المركز الطبي بجامعة ماساتشوستس في السبعينيات من قبل البروفيسور جون كابات زين، وهو يستخدم مزيجًا من التأمل الذهني والوعي بالجسم واليوغا واستكشاف أنماط السلوك والتفكير والشعور والعمل. يمكن فهم اليقظة على أنها اللحظة الآنية أو الحاضرة مع قبولها وعدم إصدار إحكام بحقها، بما في ذلك أحاسيس الجسم، والحالات العقلية الداخلية، والأفكار، والعواطف، والنبضات، والذكريات، من أجل تقليل المعاناة أو الضيق وزيادة الرفاهية. التأمل اليقظ هو طريقة يتم من خلالها تنمية مهارات الانتباه، وتطوير التنظيم العاطفي، وكذلك تقليل الاجترار والقلق بشكل كبير. خلال العقود الماضية، كان التأمل الذهني موضوعًا لمزيد من الأبحاث السريرية الخاضعة للرقابة، والتي تشير إلى آثاره المفيدة المحتملة على الصحة العقلية، بالإضافة إلى الصحة البدنية. في حين أن برنامج MBSR له جذوره في التعاليم الروحية، فإن البرنامج نفسه علماني. تم وصف برنامج MBSR بالتفصيل في كتاب Kabat-Zinn عام 1990 بعنوان Full Catastrophe Living. 

## التاريخ
-

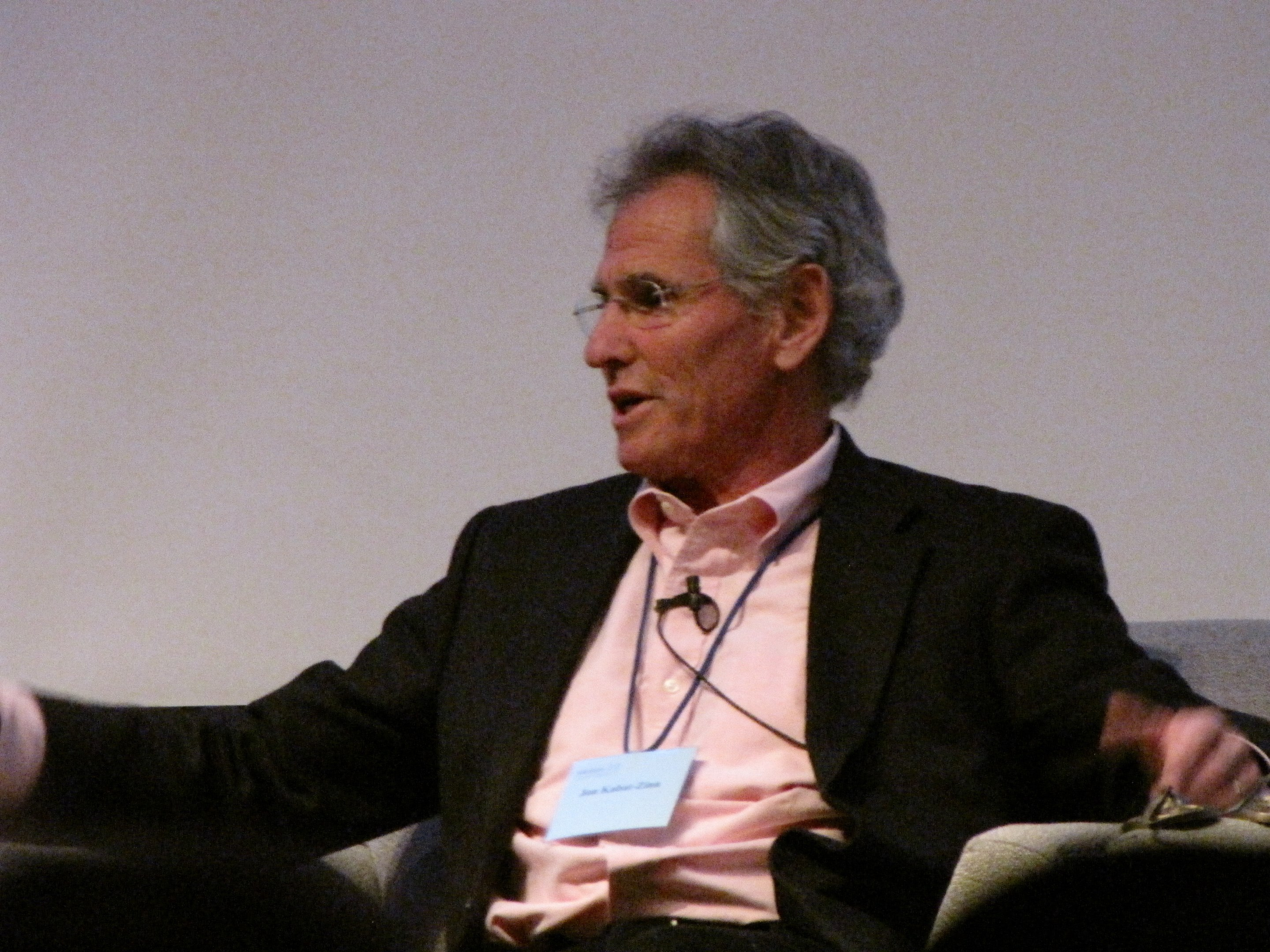
جون كابات زين، مؤسس عيادة الحد من الإجهاد القائم على التأمل الذهني

في عام 1979 أسس جون كابات زين عيادة الحد من الإجهاد القائم على التأمل الذهني في المركز الطبي بجامعة ماساتشوستس، وبعد ما يقرب من عشرين عامًا مركز التأمل الذهني في الطب والرعاية الصحية والمجتمع في كلية الطب بجامعة ماساتشوستس. دعمت هاتان المؤسستان نمو وتطبيق MBSR في المستشفيات في جميع أنحاء العالم. وصف كابات زين برنامج MBSR بالتفصيل في كتابه الأفضل مبيعًا عام 1990 Full Catastrophe Living ، والذي أعيد إصداره في طبعة منقحة في عام 2013 .  في عام 1993، ظهرت دورة MBSR التي قام بتدريسها جون كابات زين في فيلم بيل موير Healing from Inside. في عام 2015، تم الإبلاغ عن ما يقرب من 80% من كليات الطب لتقديم بعض عناصر التدريب على التأمل، وانتشرت مراكز البحث والتعليم المخصصة للتأمل الذهني.

## برنامج
وصف التحليل الإحصائي برنامج MBSR بأنه «برنامج جماعي يركز على الاكتساب التدريجي للوعي الذهني، واليقظة الذهنية». برنامج MBSR عبارة عن ورشة عمل مدتها ثمانية أسابيع يتم تدريسها من قبل مدربين معتمدين والتي تستلزم اجتماعات جماعية أسبوعية (فصول دراسية مدتها 2.5 ساعة) وخلوة ليوم واحد (ممارسة التأمل لمدة سبع ساعات) بين الجلسات السادسة والسابعة، والواجبات المنزلية (45 دقيقة يوميًا)، وتعليمات في ثلاث تقنيات رسمية: التأمل اليقظ، مسح الجسم ووضعيات اليوجا البسيطة. تعد المناقشات الجماعية والاستكشاف - تجربة ممارسة التأمل وتطبيقه في الحياة - جزءًا أساسيًا من البرنامج. مسح الجسم هو أول تقنية رسمية مطولة لليقظة الذهنية يتم تدريسها خلال الأسابيع الأربعة الأولى من الدورة، ويستلزم الجلوس أو الاستلقاء بهدوء وتركيز انتباه الفرد بشكل منهجي على مناطق مختلفة من الجسم، بدءًا من أصابع القدم والانتقال ببطء إلى الجزء العلوي من الجسم إلى الرأس. يعتمد برنامج MBSR على عدم التحكيم، وعدم الكفاح، والقبول، والتخلي، وعقل المبتدئين، والصبر، والثقة، وعدم التمركز.
وفقًا لـ كابات-زين، فإن أساس MBSR هوالتأمل، والتي عرّفها بأنها «وعي من لحظة إلى لحظة، غير محكم». أثناء البرنامج، يُطلب من المشاركين التركيز على الممارسة غير الرسمية أيضًا من خلال دمج التأمل في روتينهم اليومي. يُعتقد أن التركيز على الحاضر يزيد من الحساسية تجاه البيئة وردود أفعال الفرد تجاهها، وبالتالي يعزز الإدارة الذاتية والتكيف. كما أنه يوفر مخرجًا من التفكير في الماضي أو القلق بشأن المستقبل، وكسر حلقة هذه العمليات المعرفية غير القادرة على التكيف.
تم تحديد الدليل العلمي للتأثيرات المنهكة للضغط على جسم الإنسان وأصوله التطورية من خلال العمل الرائد لروبرت سابولسكي، واستكشافه للقراء العاديين في كتاب لماذا لا تصاب الحمير الوحشية بالقرحة. يؤدي الانخراط في وساطة اليقظة إلى انخفاض كبير في الضغط النفسي، ويبدو أنه يمنع التغيرات الفسيولوجية والمظاهر السريرية البيولوجية التي تحدث نتيجة الإجهاد النفسي.

## مدى الممارسة
وفقًا لمقال نشر عام 2014 في مجلة تايم، أصبح التأمل الذهني شائعًا بين الأشخاص الذين لا يفكرون عادةً في ممارسة التأمل. بدأ منهج كابات زين في المركز الطبي بجامعة ماساتشوستس، وقد أنتج ما يقرب من 1000 مدرب معتمد من MBSR في كل ولاية تقريبًا في الولايات المتحدة وأكثر من 30 دولة. قامت شركات مثل General Mills بإتاحتها لموظفيها أو خصصت غرفًا للتأمل. نشر عضو الكونجرس الديمقراطي تيم رايان كتابًا في عام 2012 بعنوان أمة واعية وقد ساعد في تنظيم فترات تأمل جماعية منتظمة في مبنى الكابيتول هيل.

## طرق الممارسة
يتم تقديم دروس وبرامج الحد من الإجهاد القائمة على التامل من خلال مرافق مختلفة بما في ذلك المستشفيات ومراكز التراجع ومرافق اليوغا المختلفة. عادةً ما تركز البرامج على التدريس،
- وعي العقل والجسم لتقليل الآثار الفسيولوجية للتوتر أو الألم أو المرض
- الاستكشاف التجريبي لتجارب التوتر والضيق لتطوير تفاعل عاطفي أقل
- الهدوء في مواجهة التغيير والخسارة التي هي طبيعية لأي حياة بشرية
- الوعي غير القضائي في الحياة اليومية
- تعزيز الصفاء والوضوح في كل لحظة
- لتجربة حياة أكثر بهجة والوصول إلى الموارد الداخلية للشفاء وإدارة الإجهاد
- تنبيه الذهن التأمل

تم العثور على الأساليب القائمة على التأمل لتكون مفيدة للبالغين الأصحاء للمراهقين والأطفال، وكذلك لنتائج مختلفة متعلقة بالصحة بما في ذلك اضطرابات الأكل، الحالات النفسية، إدارة الألم اضطرابات النوم، رعاية السرطان، نفسية الضائقة، وللتعامل مع الظروف الصحية. كموضوع رئيسي لاهتمام متزايد بالبحث، تم نشر 52 ورقة بحثية في عام 2003، وارتفعت إلى 477 بحلول عام 2012. تم نشر ما يقرب من 100 تجربة معشاة ذات شواهد بحلول أوائل عام 2014.
لقد ثبت أن البحث المتعلق بالحد من التوتر القائم على التأمل بين طلاب ما بعد الثانوية يخفف من الضغط النفسي، وهو أمر شائع في هذه الفئة العمرية المعينة. في إحدى الدراسات، امتد التأثير طويل الأمد لعلاج الحد من الإجهاد القائم على التأمل (MBSR) لمدة 8 أسابيع إلى شهرين بعد اكتمال التدخل.
مجموعة أخرى من الأشخاص الذين أثر عليهم النهج القائم على التأمل هم أولئك الذين يعانون من اضطرابات الأكل. ثبت أن علاج MBSR يساعد البعض على تحسين الطريقة التي ينظرون بها إلى أجسادهم. يمكن أن تؤثر التدخلات، مثل المناهج القائمة على التأمل، والتي تركز على مهارات التأقلم الفعالة وتحسين علاقة الفرد مع نفسه من خلال زيادة التعاطف مع الذات بشكل إيجابي على صورة الشخص الجسدية والمساهمة في الرفاهية العامة.
تشير الأبحاث إلى أن تدريب اليقظة التأمل يحسن التركيز والانتباه والقدرة على العمل تحت الضغط. قد يكون التأمل أيضًا فوائد محتملة لصحة القلب والأوعية الدموية. تشير الدلائل إلى فعالية التأمل الذهني في علاج اضطراب تعاطي المخدرات. قد يكون تدريب التأمل مفيدًا أيضًا للأشخاص المصابين بالفيبروميالغيا.
بالإضافة إلى ذلك، استكشفت الأبحاث الحديثة القدرة على الحد من التوتر القائم على التأمل لزيادة التعاطف مع الذات وتعزيز رفاهية أولئك الذين يقدمون الرعاية، وخاصة الأمهات، للشباب الذين يعانون من اضطرابات تعاطي المخدرات. سمحت التدخلات القائمة على التأمل للأمهات بتجربة انخفاض في التوتر وكذلك علاقة أفضل مع أنفسهم مما أدى إلى تحسين العلاقات الشخصية.
لا يقتصر تأثير الحد من التوتر القائم على التأمل الذهنية على الأفراد الذين يعانون، أو الأشخاص المتورطين مع الأفراد المتعثرين، ولكن تم العثور على آثار إيجابية على الأشخاص الأصحاء أيضًا في عام 2019، أجريت دراسة لوحظت فيها عقول المشاركين الأصحاء الذين خضعوا لبرنامج الحد من الإجهاد القائم على التامل لمدة 8 أسابيع. في دراسة أجراها Roca et al. (2019)، تم إنشاء خمس ركائز وفقًا لبرنامج MBSR، والتي تضمنت التأمل والرحمة والرفاهية النفسية والضيق النفسي والتحكم العاطفي المعرفي. لوحظت الوظائف النفسية بالاقتران مع الفئات الخمس المذكورة سابقاً وتم قياسها بالاستبيانات. كان الاكتشاف النهائي من هذه الدراسة هو العلاقة بين الفئات الخمس. بشكل عام، كان اليقظة والرفاهية من أهم التدابير التي تم ملاحظتها.
أصبحت التدخلات القائمة على التأمل وتأثيرها سائدة في الحياة اليومية، خاصة عندما تكون متجذرة في بيئة أكاديمية. بعد إجراء مقابلات مع الأطفال، من متوسط أعمارهم 11، كان من الواضح أن التأمل الذهنية قد ساهمت في قدرتهم على تنظيم عواطفهم. بالإضافة إلى هذه النتائج، أعرب هؤلاء الأطفال عن أنه كلما تم دمج التأمل من قبل مدرستهم ومعلميهم، كان من الأسهل تطبيق مبادئها.
لقد ثبت أن مناهج الإجهاد القائمة على التأمل تزيد من التعاطف مع الذات. تم العثور على مستويات أعلى من التعاطف مع الذات لتقليل التوتر بشكل كبير. بالإضافة إلى ذلك، مع زيادة التعاطف مع الذات، يبدو أن الوعي الذاتي يزداد أيضًا. وقد لوحظ أن هذه النتيجة تحدث أثناء العلاج وكذلك نتيجة في الختام وحتى بعد العلاج. التعاطف مع الذات هو نتيجة وعامل إعلامي لفعالية الأساليب القائمة على اليقظة.